# Джек, Келвин
Келвин Джек (англ. Kelvin Jack; 29 апреля 1976, Тринсити, Тринидад и Тобаго) — тринидадский футболист, выступавший на позиции вратаря за национальную сборную Тринидада и Тобаго и целый ряд клубов.

## Клубная карьера
Карьеру футболиста начал на родине выступаю за клубы «Тринсити Юнайтед» и «Джо Паблик». Обучаясь в Колледже Явапаи в США, выступал за команду учебного заведения «Явапаи Рафрайдерс», с которой выиграл NJCAA сезона 1997. В 1999 году вернулся на родину, где стад играть за «Докс Хелвалаас», «Дабл-Ю Коннекшн» и «Сан-Хуан Джаблоти».
В 2004 году перешёл в английский «Рединг», но не выступал в клубе и позже был продан команде шотландской премьер-лиги «Данди». Несмотря на их вылет с шотландского первого дивизиона, остался выступать за клуб. Сыграл за команду следующие два сезона своей игровой карьеры.
В течение 2006—2012 годов защищал цвета английских клубов из низшей лиги: «Джиллингем», «Саутенд Юнайтед», «Дарлингтон», «Кеттеринг Таун», «Хорнчерч» и «Мейдстон Юнайтед».
Завершил профессиональную игровую карьеру в клубе «Кеттеринг Таун», в составе которого уже выступал ранее. Пришёл в команду в 2012 году и защищал её цвета до прекращения выступлений на профессиональном уровне в 2013 году.

## Карьера в сборной
1 мая 1997 года дебютировал в официальных матчах в составе национальной сборной Тринидада и Тобаго в матче против Ямайки (1:1).
Постепенно Джек стал основным вратарём сборной, сыграв во всех трёх матчах на Золотом кубке КОНКАКАФ 2005 года в США, а также помог команде впервые в истории выйти на чемпионат мира 2006 года в Германии. Джек должен был играть в первой игре против Швеции (0:0), но получил травму на разминке перед матчем, поэтому в матче сыграл второй вратарь Шака Хислоп. Джек позже описал это как «печальный день его жизни». Также Келвин пропустил и второй матч против Англии. Он сыграл лишь в третьем матче турнира, против Парагвая, где островитяне проиграли 0:2 и вынуждены были вернуться домой после группового этапа. Этот матч стал последним для Келвина Джека в составе сборной.
В течение карьеры в национальной команде, которая длилась 10 лет, провёл в основном составе сборной страны 33 матча.
В 2020 году вернулся на родину, где он стал тренером вратарей в сборной страны. В июне 2021 года штаб национальной команды в полном составе был отправлен в отставку после провала в квалификации на ЧМ-2022 в Катаре. В ней тринидадцы сенсационно не смогли преодолеть первый раунд.